# Horst-Tilo Beyer
Horst-Tilo Beyer (* 13. Juni 1938 in Dresden) ist ein deutscher Wirtschaftswissenschaftler.

## Leben
Beyer studierte Betriebswirtschaftslehre, Management, Wissenschaftstheorie und Naturwissenschaften zunächst an der Johann Wolfgang Goethe-Universität Frankfurt am Main. Von 1959 bis in die 1970er Jahre war er Mitglied des Corps Saxonia Leipzig. An der  Friedrich-Alexander-Universität Erlangen wurde er 1970 zum Dr. rer. pol. promoviert. Die Doktorarbeit wurde mit dem Fakultätspreis und dem Karl-Guth-Preis der Gesellschaft zur Förderung des Unternehmernachwuchses e. V. ausgezeichnet. Nachdem er von 1976 bis 1978 Stipendiat der Deutschen Forschungsgemeinschaft gewesen war, habilitierte er sich 1981 in Erlangen. 1987 nahm er eine Lehrstuhlvertretung an der Universität Essen wahr. Nach der  Deutschen Wiedervereinigung ging er 1991 an die „benachbarte“ Technische Universität Ilmenau. Bis 1993 war er  Gründungsdekan ihrer Fakultät für Wirtschaftswissenschaften. Bis 1996 leitete er das Fachgebiet Unternehmensführung/Personalmanagement. Danach war er externer Projektleiter für Synergiemanagement an der TU Ilmenau. Er initiierte das Ilmenauer Wirtschaftsforum und den Förderverein der Fakultät. Der Förderverein wählte ihn zum Ehrenmitglied. 1996 kehrte er nach Franken zurück. In Erlangen richtete er das Online-Lehrbuch für Synergiemanagement ein. In Nürnberg war er Wissenschaftlicher Direktor des Sozialwissenschaftlichen Instituts für praxisbezogene Forschung (SIPRO).